# Tallinn
Tallinn (tysk: Reval) er hovedstaden og den største by i Estland. Den ligger på landets nordkyst ud til Den Finske Bugt i Harjumaa amt. Fra 1200-tallet og frem til 1918 (og kort under Tysklands besættelse af Estland under anden verdenskrig fra 1941 til 1944) var byen kendt som Reval. Tallinn kommune har et areal på 159,31 km2. Der bor 457.572(2024) indbyggere.
Tallinn (gammeldansk: Lyndanisse), der nævnes første gang i 1219, modtog byrettigheder i 1248, men de tidligste bosættelser på stedet går omkring 5.000 år tilbage. Det første krav på området kom fra Danmark i 1219 efter Valdemar Sejr havde vundet Slaget ved Lyndanisse. Dette blev efterfulgt af en periode med skiftende skandinaviske overherredømmer og Den tyske Orden. Som følge af byens strategiske placering blev det et stort handelssted, særligt fra 1300-tallet og frem til 1500-tallet, hvor byen blev vigtigere som en del af Hanseforbundet.
Tallinns gamle bydel (estisk: Vanalinn) er en af de bedst bevarede middelalderbyer i Europa, og den kom på UNESCO's Verdensarvsliste i 1997. Tallinn det største politiske, finansielle, kulturelle og uddannelsesmæssige center i Estland. Den bliver undertiden kaldt Europas Silicon Valley, og den har det højeste antal startups per person i Europa og flere internationale virksomheder, heriblandt Skype, er startet i Tallinn. Byen huser EUs IT-agentur og er hjemsted for NATO Cyber Defence Centre of Excellence.
Det er rangeret som en verdensby, og er blandt de ti mest digitale byer i verden. Ifølge Global Financial Centres Index er Tallinn det mest konkurrencedygtige finanscenter i Nordeuropa og nummer 52. internationalt. Byen var Europæisk kulturhovedstad i 2011 sammen med Turku i Finland.

## Baggrund for navnet (etymologi)
Baggrund for navnet "Tallinn(a)" kommer med sikkerhed fra estisk sprog. Ordets oprindelige betydning er omdiskuteret. Den mest brugte forklaring er, at ordet stammer fra Taani-linn(a), som på estisk betyder "Danskerbyen" eller "Danskerborgen". Men ordet kan også komme af tali-linna (Vinterbyen) eller talu-linna (Husbyen).
Endelsen -linna, hvilken kommer fra østersøfinske sprog, svarer til -burg på tysk og -grad på slavisk og betyder oprindeligt fæstning, men er i dag mest synonym med endelser på bynavne.
Tallinna erstattede det tidligere officielle tyske navn Reval i 1918, da Estland opnåede selvstændighed fra Tyskland og det tidligere Russiske Kejserrige. I begyndelsen af 1920'erne blev byens navn ændret fra Tallinna til Tallinn.

### Historiske navn
Det tyske og svenske navn Reval (latin: Revalia, gammelsvensk: Räffle) opstod i 1200-tallet fra det estiske fylke Rävala. Andre kendte historiske navne på Tallinn er Lindanise (se slaget ved Lyndanisse), Lyndanisse på dansk, Lindanäs på svensk, Kesoniemi og Rääveli på finsk og Kolyvan (Колывань) og Ledenets på gammelt østslavisk.

## Historie
De første spor efter menneskelig bosættelse som arkæologerne har fundet Tallinn by er omkring 5.000 år gamle. Der er blevet gjort fund af potteskår fra kamkeramiske kultur fra omkring år 3000 f.v.t., og keramik fra enkeltgravskultur omkring 2500 f.v.t..
Omkring år 1050 blev den første fæstning på Toompea-bakken i det nuværende Tallinn.
I 1154 var Tallinn angivet på et verdenskort, som blev tegnet af den arabiske kartograf al-Idrisi på ordre fra kongen Roger 2. af Sicilien.

### Slaget ved Lyndanisse og påfølgende dansk styre
Som en vigtig havn for handel mellem Rusland og Skandinavien blev Tallinn central i ekspansionsplanerne for Den tyske Orden og Danmark under De nordlige korstog i begyndelsen af 1200-tallet, hvor kristendommen blev påtvunget lokalbefolkningen.
Efter at have samlet en meget stor hær drog kong Valdemar 2. af Danmark mod Estland med 1500 langskibe i et korstog mod det, danskerne så som de hedenske estlændere. Flåden nåede Estlands nordlige provins Revele i begyndelsen af juni 1219. Med i flåden var ud over kongen ærkebiskop Anders Sunesen og biskop Theoderik af Estland. I hæren var også flere af kongens vasaller, tyskere under grev Albert og sorbere under Vitslav 1. af Rügen.
Korsfarerne slog sig ned ved Lyndanisse (dagens Tallinn) og begyndte at opføre en borg, Castrum Danorum, som senere på estisk blev til Tallinn, danskerborgen. Under bygningen af borgen kom flere estiske forhandlere på besøg for at trække tiden ud, mens de selv samlede deres hær.
Om aftenen den 15. juni 1219 angreb esterne danskerne og deres allierede fra fem retninger. Dette angreb er i dag kendt som slaget ved Lyndanisse. Biskop Theoderik blev dræbt af esterne, som troede, de havde dræbt kongen. Alt tydede på et katastrofalt nederlag for korsfarerne. Imidlertid blev sorberne ikke opdaget af den estiske angrebsstyrke. Vitslav gennemførte et hurtigt modangreb, som standsede den estiske fremrykning. Dette gav de øvrige korsfarere tid til at samle sig og omgruppere, hvorefter de i fællesskab formåede at drive den estiske hær på flugt. Tallinn og store dele af dagens Estland blev efter dette underlagt Danmark.
Ifølge sagnet knælede ærkebiskop Anders Sunesen i bøn på en bakketop under slaget. Da han rakte armene mod himlen, rykkede danskerne frem, og da han sænkede armene på grund af træthed, så trak danskerne sig tilbage. Hjælpere kom til for at støtte den gamle ærkebiskops arme. Da kampen var på sit mest intense stadium, sendte Gud hjælp. Tegnet var et rødt flag med et hvidt kors, som faldt ned fra himlen. Dette opmuntrede de danske soldater yderligere, og de fik en stor sejr. Kong Valdemar bekendtgjorde, at det korsflag, som gav danskerne sejren, herefter skulle være det danske flag, i dag kendt som Dannebrog.
I 1200-tallet tillod den danske konge, at bystyret i Reval (som byen den gang hed) måtte benytte hans personlige våbenskjold, tre blå løver med kroner på gylden baggrund.

### Hanseforbundet og tysk dominans
Tysk var det officielle sprog og i byen var det tyske sprog det mest anvendte. Estisk kultur blev stadig bevaret, men dog fortrinsvis af bønder uden for bymurene. Fra 1285 var byen medlem af Hanseforbundet, en handelsorganisation med udspring i den tyske by Lübeck i 1200-tallet.
I 1343 var der et oprør mod kirken, og danskerne solgte Tallinn sammen med deres andre fastlandsbesiddelser i Nordestland til Den tyske Orden. Dette indledte en langvarig tysk dominans.
Efter den livlandske krig mellem Rusland, Polen og Sverige kapitulerede Tallinn til Sverige i 1561. Byen forblev svensk i 160 år.

### Den Store nordiske krig
De svenske tropper, der var stationerede i Tallinn, kapitulerede under Den Store Nordiske Krig og overgav byen til Rusland under freden i Nystad 30. august 1721. Mens svenskerne havde forsøgt at begrænse tyskernes indflydelse, så genoprettede den russiske zar Peter 1. alle deres rettigheder.

### Estlands selvstændighed i 1918
24. februar 1918 blev uafhængighedserklæringen proklameret i Tallinn, og byen blev hovedstad i den uafhængige stat Estland. Det gamle våbenskjold fra Valdemar 2.'s tid blev indført som statens nationalsymbol. Under sovjettiden blev symbolet imidlertid forbudt, og det blev først genindført igen da landet opnåede selvstændighed fra det daværende Sovjetunionen i 1991. Uafhængighedserklæringen blev efterfulgt af en tysk okkupation og en befrielseskrig mod Rusland. 2. februar 1920 indgik Estland en fredsaftale med Rusland (Sovjetunionen) i Tartu, hvor Rusland for altid lovede at anerkende Estlands uafhængighed.

### 2. verdenskrig
Dette var en tid hvor landet var besat. Under 2. verdenskrig blev Estland først besat af Sovjetunionen i 1940-41, derefter af Tyskland 1941-44, hvorefter igen at blive besat af Sovjetunionen i 1944. Estland blev efter krigens afslutning annekteret af Sovjetunionen, og Tallinn blev hovedstaden i den estiske socialistiske sovjetrepublik.

### Estlands selvstændighed i 1991
Estland har siden 1869 arrangeret nationale sangfestivaler. Her kombineres mange af de estiske sang- og musiktraditioner med nationale sange. Sangfestivalen har gennem sin 130-årige historie fungeret som estisk, national opposition mod zarherredømmet og sovjetstyret, fejret estisk selvstændighed (1920-1940 og 1991-) og har været en arena for estisk nationalisme og sangtraditioner.
Den estiske løsrivelsesproces fra Sovjetunionen kaldes Den syngende revolution, og den første protestperiode blev blandt andet udløst af Tjernobylulykken og sovjetiske planer om massiv udnyttelse af de estiske gylleforekomster. Glasnost gjorde det muligt at gennemføre en fjernsynsserie, som åbnede øjnene på folk og skabte en bevidsthed om, hvad sovjetisk styre havde betydet i form af rovdrift og forurening. Der opstod ønske om at få kontrol over egne ressourcer.
Den syngende revolution startede i forbindelse med natsangfestivalen i Tallinn sommeren 1988, hvor sovjetpatriotiske sange i løbet af natten blev byttet ud med forbudte sange med nationalt indhold. I september samme år blev en ny sangfestival arrangeret. I 1990 sang 30.000 korsangere for 300.000 tilhørere i parken Lauluväljak.

### Tallinn i dag
Foruden dansk og tysk præg, så er det i dagens Tallinn også muligt at se spor af både den svenske og russisk indflydelse. Den tidligere russiske indflydelse ses blandt andet af Alexander Nevskij-katedralen, der er bygget af en russisk zar til minde om en person, som af Estland opfattes som en undertrykker.
I dag udgør Tallinn et dynamisk vækstcenter i Østersøregionen, og byen har på mange måder haft succes efter omvæltningerne, som fulgte Sovjetunionens fald.

## Politik
Tallinn styres efter en parlamentarisk styringsmodel. Dette indebærer, at et byråd (byregering) er ansvarlig overfor bystyret, på samme måde som en regering er ansvarlig over for nationalforsamlingen.
Bystyret er Tallinns øverste organ og vælges af byens stemmeberettigede befolkning for fire år. Bystyret ledes af en borgmester. I 2005 blev Toomas Vitsut valgt for de efterfølgende 4 år, det vil sige frem til 2009. Bystyret består af 63 bystyremedlemmer.
Byrådet er Tallinns regering og består af syv personer, byrådslederen og seks byrådsmedlemmer.

## Administrative bydele
Tallinn er inddelt i otte administrative bydele (estisk: linnaosad, ental: linnaosa).
Mustamäe i vest i byen er et højhusområde, hovedsagelig bygget i sovjettiden. Byens tekniske højskole og en fremvoksende teknologipark ligger i bydelen.
Pirita helt i øst er et fritids- og villaområde. Her ligger byens gæstehavn, den største badestrand, den botaniske have og flere parker. Floden Pirita jõgi, som er den største i området, går gennem denne bydel.
| Bydel         | Areal    | Befolkning |
| ------------- | -------- | ---------- |
| Haabersti     | 18,6 km² | 35.000     |
| Kesklinn      | 28,0 km² | 34.985     |
| Kristiine     | 9,4 km²  | 27.531     |
| Lasnamäe      | 30,0 km² | 108.644    |
| Mustamäe      | 8,0 km²  | 62.219     |
| Nõmme         | 28,0 km² | 35.043     |
| Pirita        | 18,7 km² | 8.507      |
| Põhja-Tallinn | 17,3 km² | 52.573     |

## Geografi
Tallinn ligger på sydsiden af Den Finske Bugt i det nordlige, centrale Estland.
Tallinns største indsø er Ülemistesøen (9,6 km²) og er byens største drikkevandskilde. Harkusøen er Tallins næststørste indsø og er på 1,6 km².
Tallinns højeste punkt er 64 moh og ligger i Nõmme i den sydvestlige del af byen.
Kystlinjen er på 46 km og omfatter tre halvøer: Kopli, Paljassaare og Kakumäe.

### Klima
Vinteren er våd og med moderate temperaturer. Nordisk klima om sommeren, gennemsnitligt med en dagtemperatur på 15-20°C. Moderate nedbørsmængder gennem hele året, men en smule højere om foråret og om sommeren.
| Måned         | Temperatur °C | Nedbør (mm) |
| ------------- | ------------- | ----------- |
| Januar        | -5,0          | 33          |
| Februar       | -5,8          | 26          |
| Marts         | -3,0          | 24          |
| April         | 2,6           | 32          |
| Maj           | 8,4           | 41          |
| Juni          | 13,1          | 49          |
| Juli          | 16,4          | 71          |
| August        | 15,0          | 68          |
| September     | 11,0          | 75          |
| Oktober       | 5,6           | 65          |
| November      | 0,8           | 45          |
| December      | -3,0          | 39          |
| Årsgennemsnit | 4,7           | 568         |

## Økonomi
I tillæg til at være landets største havn og hovedstad, så har Tallinn også haft en positiv udvikling indenfor informationsteknologibranchen (IT). 13. december 2005 karakteriserer den amerikanske avis The New York Times Estland og Tallinn som "et slags Silicon Valley i Baltikum". Skype er en af de mest kendte it-virksomheder, som holder til i byen. Mange af byens it-virksomheder ligger i det tidligere sovjetiske Institut for kybernetik, et institut som har fået meget af æren for Estlands fremgang indenfor it.
Andre vigtige erhvervsveje i Tallinn er tekstil- og madindustri, samt service- og den offentlige sektor.

## Demografi
Som følge af den sovjetiske besættelse efter anden verdenskrig og en bevidst russisk koloniseringspolitik udgør russere i dag en meget stor andel af byens befolkning.
| Nationalitet | Andel  |
| ------------ | ------ |
| Estere       | 53,7 % |
| Russere      | 36,5 % |
| Ukrainere    | 3,7 %  |
| Hviderussere | 2,0 %  |
| Andre        | 4,1 %  |

### Befolkningsudvikling
Tallinn har 401.694 indbyggere (marts 2005).
| År   | Befolkning (registreret) |
| ---- | ------------------------ |
| 1372 | 3.250                    |
| 1772 | 6.954                    |
| 1816 | 12.000                   |
| 1834 | 15.300                   |
| 1851 | 24.000                   |
| 1881 | 45.900                   |
| 1897 | 58.800                   |
| 1925 | 119.800                  |
| 1959 | 283.071                  |
| 1989 | 478.974                  |
| 1996 | 427.500                  |
| 2000 | 340.000                  |
| 2005 | 401.694                  |
| 2010 | 411.980                  |
| 2015 | 439.705                  |

Ifølge Eurostat, EU's statistikbureau er Tallinn en af de hovedstæder i unionen, som har den største andel af ikke-EU-borgere bosat. Kun nærliggende Riga har så stor en andel ikke-nationale indbyggere. 27,8 % af indbyggerne kommer fra lande udenfor EU, dette skyldes hovedsagelig immigration fra andre sovjetrepublikker under den sovjetiske periode (1944-1991). Mange af disse immigranter og deres efterkommere har ikke estisk statsborgerskab.
Ifølge Estlands officielle statistikbureau udgør estlændere 53,7 % af Tallinns befolkning i 2006, mens etniske russere udgør 36,5 %.

## Religion
| Religion                                       | Andel |
| ---------------------------------------------- | ----- |
| Protestantisme                                 | 30 %  |
| Russisk-ortodoks                               | 28 %  |
| Katolicisme                                    | 3 %   |
| Uspecificeret eller ikke medlem af trossamfund | 39 %  |

## Seværdigheder

### Toompea
Toompea (Domberg) var tidligere stedet, hvor Estlands centralmyndigheder havde deres sæde. Først holdt biskopperne til her, derefter Den tyske Orden, derefter det baltisk-tyske adelskab. Den estiske regering holder i dag til her sammen med mange ambassader.
Hovedattraktionerne er:
- Muren med bastioner
- Den russisk-ortodokse Alexander Nevskij-katedralen. Katedralen blev bygget i perioden 1894-1900, da russificeringsbestræbelserne var på deres højeste, og er opkaldt efter en russisk storfyrste, som vandt over svenskerne i et slag ved floden Neva i 1240. Under kuplens kors er den islamske halvmåne, et symbol på det ortodokse Ruslands sejr over det islamiske Tyrkiet i 1878.
- Den lutherske katedral Toomkirik. Katedralen er Estlands lutherske hovedkirke og er byens ældste kirke, sandsynligvis påbegyndt af danskerne i 1219. Omtalt for første gang i 1233 i forbindelse med et klageskrift fra præsterne til paven i Rom over de blodige sammenstød mellem den danske konges mænd og Den tyske Orden.
- Toompea loss (Dombergets Slott). Slottet er bygget på resterne af en fæstning anlagt af estiske stammer i begyndelsen af 900-tallet, og 20. august 1991 udråber Estland sin selvstændighed her. Nu sæde for det estiske parlament.

### Gamlebyen
Tallinns gamleby var tidligere en hansestad og var center for regionens handel i middelalderen, hvor det oplevede en storhedstid. På trods af at gamlebyen op gennem tiderne er blevet angrebet, plyndret, raseret og bombet, anses den som en af de bedst bevarede gamlebyer i Europa. Gamlebyen blev sat på UNESCO's verdensarvsliste i 1999. Myndighederne har sat gang i et omfattende restaureringsarbejde efter flere år med manglende vedligehold.
Hovedattraktioner:
- Rådhuspladsen (estisk: Raekoja plats) med verdens ældste fungerende apotek fra 1422.
- Rådhuset (estisk: Raekoda). Tallinns rådhus er det eneste uberørte rådhus i gotisk stil i hele Nordeuropa. Bygget i 1404 og fejrede i 2004 600 år.
- Tallinn bymur med tårnene (specielt "Tykke Margaret" og "Kiek in de Kök")
- Olavskirken (estisk: Oleviste kirik). Kirken er opkaldt efter kong Olav den Hellige. Fra 1549 til 1625 var den verdens højeste bygning med sin højde på 159 meter (i dag 124 meter). Den går tilbage til førreformatorisk tid, da Estland var katolsk. Nu er den kirke for metodisterne, men også byens baptister får lov at benytte den til gudstjenester. I 2005 var der katolsk bispevielse dér – den lokale katolske kirke var alt for lille til det store opbud, en bispevielse indebærer.

### Kadriorg
Bydelen har en stor træhusbebyggelse fra 1800-tallet, hvor et større restaureringsarbejde er sat i gang efter mange års forfald.
Det tidligere sommerslot Kadriorg Slot (tysk: Schloss Katharinental), som Peter den Store fik opført til sin anden hustru Katarina, ligger i Kadriorg. Slottet blev bygget lige efter Store Nordiske Krig af Niccolo Michetti og bruges i dag som præsidentbolig. Estlands Kunstmuseum har opført en bygning i slotsparken fra 2006. Den har en samling af estisk kunst, inklusive værker af kunstnere som Carl Timoleon von Neff, Johann Köler, Eduard Ole, Jaan Koort, Konrad Mägi, Eduard Wiiralt, Henn Roode og Adamson-Eric.

### Pirita
Pirita ligger to kilometer nordøst for Kadriorg
Hovedattraktioner:
- Marinaen som blev bygget i forbindelse med Sommer-OL 1980 til regattaøvelserne
- Den botaniske have
- Tallins fjernsynstårn (estisk: Tallinna teletorn) blev bygget i forbindelse med Sommer-OL 1980 og er 312,6 meter højt. Grundstenen blev lagt 30. september 1975, og tårnet blev indviet 11. juli 1980. I tårnets 21. etage er et udsigtsrum, som er åbent for turister, 170 meter over bakkeniveau. På klare dage kan man se helt til Finland.

## Transport

### Transport i Tallinn
Tallinn by har et omfattende netværk af offentlig transport, fordelt på bus, sporvogn og trolleybus. Billetpriserne anses som rimelige (7 EEK), og det er en enhedspris uanset afstand. Billetter kan købes på forhånd eller hos chaufføren, det sidstnævnte er dog dyrere.

### Luftfart
Tallinn Lufthavn ligger 4 km sydøst for Raekoja plads (Rådhuspladsen). Transport fra lufthavnen til Tallinns centrum kan ske ved brug af enten bus eller taxa. Den nærmeste sporvognsstation, Ülemiste, ligger 1,5 km fra lufthavnen.
I 2007 startede en udvidelse af flypladsen, og arbejdet blev færdiggjort i sommeren 2008.
Indtil august 2005 var der en helikopterrute med afgang hver time til Helsinki. Ruten blev drevet af Copterline, som reklamerede med, at ruten var den hurtigste hovedstad-til-hovedstad-rute i verden med kun 18 minutters flyvetur. Helikopteren lettede fra Linnahall på udsiden af gamlebyen og ikke fra flypladsen. Den 10. august 2005 styrtede helikopteren ned, efter at være startet fra Tallinn, og alle 14 om bord blev dræbt. Det resulterede i en lukning af ruten frem til 2008, hvor den blev genoptaget med en ny flåde af helikoptere. Allerede i december 2008 blev ruten dog lukket igen, da den ikke var profitabel. den 15. februar 2010 indsendte Copterline en konkursbegæring med begrundelsen, at det ikke var profitabelt for dem. I 2011 startede Copterline igen at flyve mellem Tallin og Helsinki. I 2016 indsendte Copterline OÜ konkursbegæring og der er ingen planer om at genoptage helikopterflyvning til og fra Talinn.

#### Internationale destinationer
| Flyselskab          | Destination: |
| ------------------- | --- |
| Aero Airlines       | Helsinki |
| AirBaltic           | Riga, Vilnius |
| Czech Airlines      | Prag |
| easyJet             | London (Stansted), Berlin (Schönefeld) |
| Estonian Air        | Barcelona, Berlin, Brüssel, Dublin, Dubrovnik, Frankfurt, Hamburg, Kyiv, København, London, Manchester, Milano, Moskva, Oslo, Paris, Simferopol, Stockholm |
| Finnair             | Helsinki |
| FlyNordic           | Stockholm |
| KLM                 | Amsterdam |
| LOT Polish Airlines | Warszawa |
| Lufthansa           | Frankfurt |
| Norwegian           | Oslo |
| SAS                 | Stockholm |

#### Indenlandsdestinationer
| Flyselskab | Destination        |
| ---------- | ------------------ |
| Avies      | Kuressaare, Kärdla |

#### Passagertrafik
| Måned     | Internationalt | Indenlands | Totalt    |
| --------- | -------------- | ---------- | --------- |
| Januar    | 83.916         | 1.274      | 85.190    |
| Februar   | 84.160         | 1.432      | 85.592    |
| Marts     | 102.999        | 1.904      | 104.903   |
| April     | 110.235        | 1.791      | 112.026   |
| Maj       | 118.769        | 2.293      | 121.062   |
| Juni      | 135.072        | 2.262      | 137.334   |
| Juli      | 131.047        | 2.445      | 133.492   |
| August    | 134.293        | 2.384      | 136.677   |
| September | 131.170        | 2.124      | 133.294   |
| Oktober   | 131.694        | 1.978      | 133.672   |
| November  | 113.610        | 1.581      | 115.191   |
| December  | 100.881        | 1.745      | 102.626   |
| Hele året | 1.377.846      | 23.123     | 1.401.059 |

Kilde: Tallinn-airport.ee, tal for 2005

### Tog og vej
Togselskabet AS Eesti Liinirongid:
- Tallinn – Viljandi – Pärnu
- Tallinn – Tartu
- Tallinn – Narva

Tallinn har pendlertogruter fra centralbanestationen (Balti jaam), som stopper blandt andet i følgende byer:
- Aegviidu
- Pääsküla
- Keila
- Riisipere
- Paldiski
- Klooga)

Togene er elektriske og drives af togselskabet Elektriraudtee. Togsættene er en blanding af moderniserede, ældre EMU-tog fra sovjettiden og nybyggede togsæt. Den første elektriske togstrækning i Tallinn blev åbnet i 1924 og var på 11,2 km til Pääsküla.
Rutebusser er også tilgængelige til disse byer samt andre destinationer som bl.a. Sankt Petersborg i Rusland og Riga i Letland. Selskabet EVR Ekspress driver nattogsruten til Moskva.
Hovedvejen Via Baltica (del af E 67 fra Helsinki til Prag) forbinder Tallinn med landene sydover (Letland, Litauen, Polen).

### Færge
Flere færgeselskaber har ruter til og fra Tallinn:
- Eckerö Line
- Viking Line
- Silja Line, købt af Tallink i maj 2006.
- Tallink
- Linda Line Express

Færgedestinationer:
- Helsinki (Finland)
- Stockholm (Sverige)
- Åland (Finland)
- Sankt Petersborg (Rusland)

Den mest brugte passagerfærgestrækning er ruten til Helsinki, som ligger cirka 80 km nord for Tallinn. Turen tager 1 time og 20 minutter med hydrofoil og 4 timer med konventionel færge.

## Uddannelse
Flere højere uddannelsessteder holder til i Tallinn, inkluderet:
- Tallinns teknologiske højskole (Tallinns Tekniske Universitet)
- Universitetet i Tallinn
- Det estiske musikakademi
- Det estiske kunstakademi
- Det estiske luthersk evangeliske teologiinstitut
- Estlands handelshøjskole

Det største uddannelsessted for højere uddannelse i Tallinn er Tallinns teknologiske højskole, etableret i 1918 (estisk: Tallinna Tehnikaülikool – TTÜ) med 11.000 studenter.
Universitetet i Tallinn (estisk: Tallinna Ülikool) med rødder tilbage til 1919, er et af de største uddannelsessteder for højere uddannelse i Estland med sine omkring 7.700 studerende.

## Venskabsbyer
- – Dartford, Storbritannien
- – Los Gatos, USA
- – Schwerin, Tyskland
- – Kiel, Tyskland
- – Gent, Belgien
- – Göteborg, Sverige
- – Malmø, Sverige
- – Riga, Letland
- – Annapolis, USA
- – Groningen, Holland
- – Łomża, Polen
- – Sankt Petersborg, Rusland

## Tidslinje
- 1154 – Tallinn angivet på et verdenskort af den arabiske kartograf al-Idrisi.
- 1219 – Den danske konge Valdemar 2. tog kontrol over byen.
- 1346 – Danmark solgte Tallinn sammen med sine andre fastlandsbesiddelser i Nordestland til Den tyske Orden.
- 1561 – Efter den livlandske krig mellem Rusland, Polen og Sverige kapitulerer Tallinn til Sverige
- 1721 – De svenske tropper stationeret i Tallinn kapitulerede under Den Store Nordiske Krig og overgav byen til Rusland
- 1918 – Byens navn blev ændret fra Reval til Tallinna
- 1918 – 24. februar blev uafhængighedserklæringen proklameret i Tallinn og byen blev hovedstad i den uafhængige stat Estland
- 1918 – Tallinns teknologiske højskole bliver oprettet
- 1919 – Universitetet i Tallinn bliver oprettet
- 1920'erne – Byens navn blev ændret fra Tallinna til Tallinn
- 1924 – Den første elektriske togstrækning i Tallinn blev åbnet og var på 11,2 km til Pääsküla.
- 1975 – 30. september bliver grundstenen til Tallinns fjernsynstårn lagt
- 1980 – 11. juli bliver Tallinns fjernsynstårn indviet
- 1980 – Tallinn er værtsby for regattasejladserne under Sommer-OL 1980
- 1991 – 20. august udråber Estland sig som selvstændig stat i slottet på Domfjellet (Toompea loss)
- 1997 – Tallinns gamle by, Vanalinn, blev opført på UNESCO's verdensarvliste.